# Brahmina glabrithoracica
Brahmina glabrithoracica är en skalbaggsart som beskrevs av Keith 2003. Brahmina glabrithoracica ingår i släktet Brahmina och familjen Melolonthidae. Inga underarter finns listade.